# Irish Asphalt
Irish Asphalt ist ein Baustoffhersteller aus Dundalk, Irland. Gegründet wurde das Unternehmen am 10. Juli 1986. Im Jahr 2006 hatte die Firma einen Umsatz von 345,3 Millionen Euro. Der Umsatz im Jahr 2007 brach jedoch ein auf 84,9 Millionen Euro und sank sukzessive auf 1,8 Millionen Euro im Jahr 2013. Seit dem Jahr 2017 läuft eine Liquidation der Firma. Die Firma war in den James-Elliott-Entscheidung involviert.